# Iivantiira och Juttuajärvi
Iivantiira och Juttuajärvi är en sjö i Finland. Den ligger i kommunen Kuhmo i landskapet Kajanaland, i den centrala delen av landet, 500 km nordost om huvudstaden Helsingfors. Iivantiira och Juttuajärvi ligger 173,6 meter över havet. Den är 27 meter djup. Arean är 32,29 kvadratkilometer och strandlinjen är 136,46 kilometer lång. Sjön  ingår i Uleälvens huvudavrinningsområde. 